# Rauber (Adelsgeschlecht)

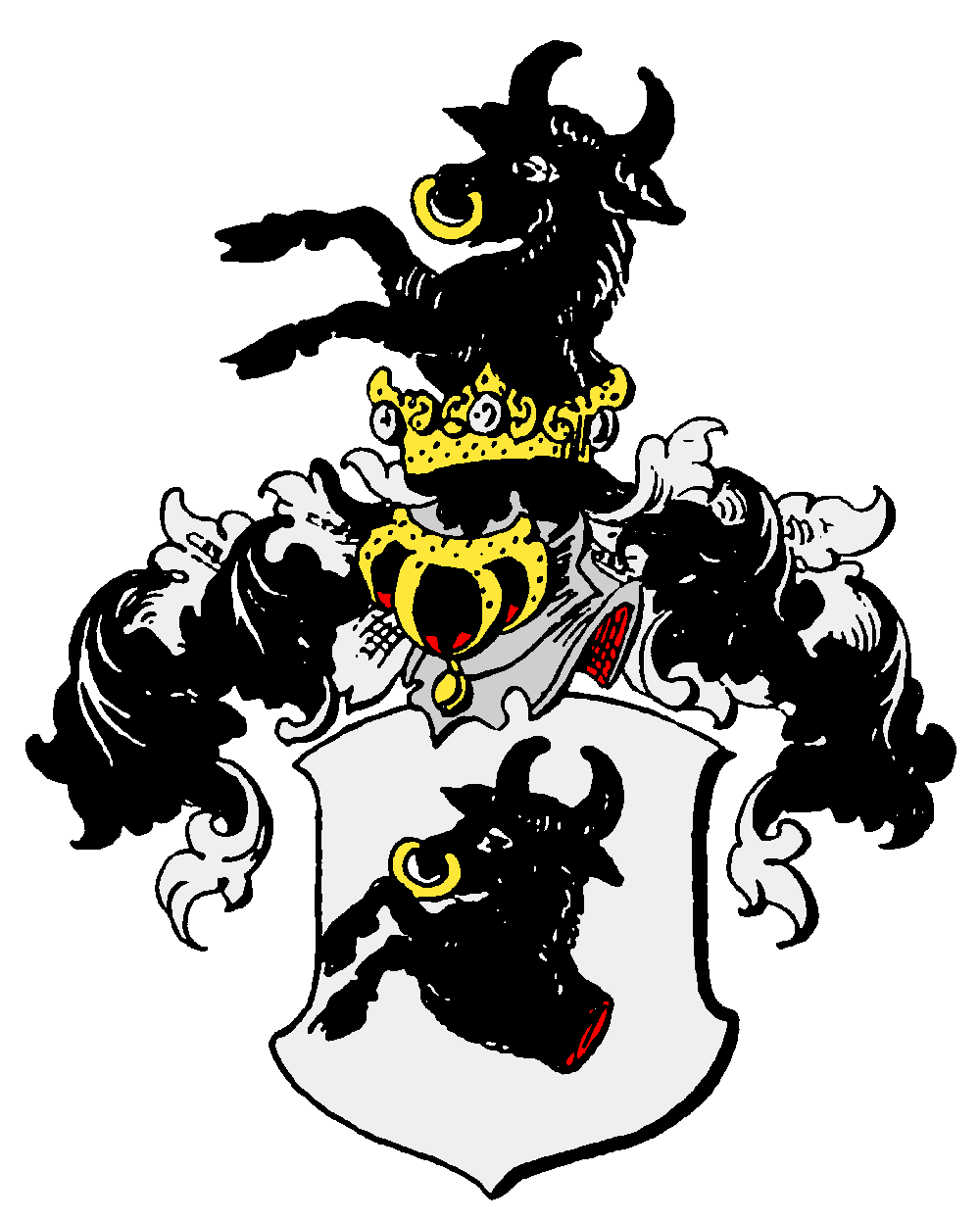
Stammwappen derer von Rauber

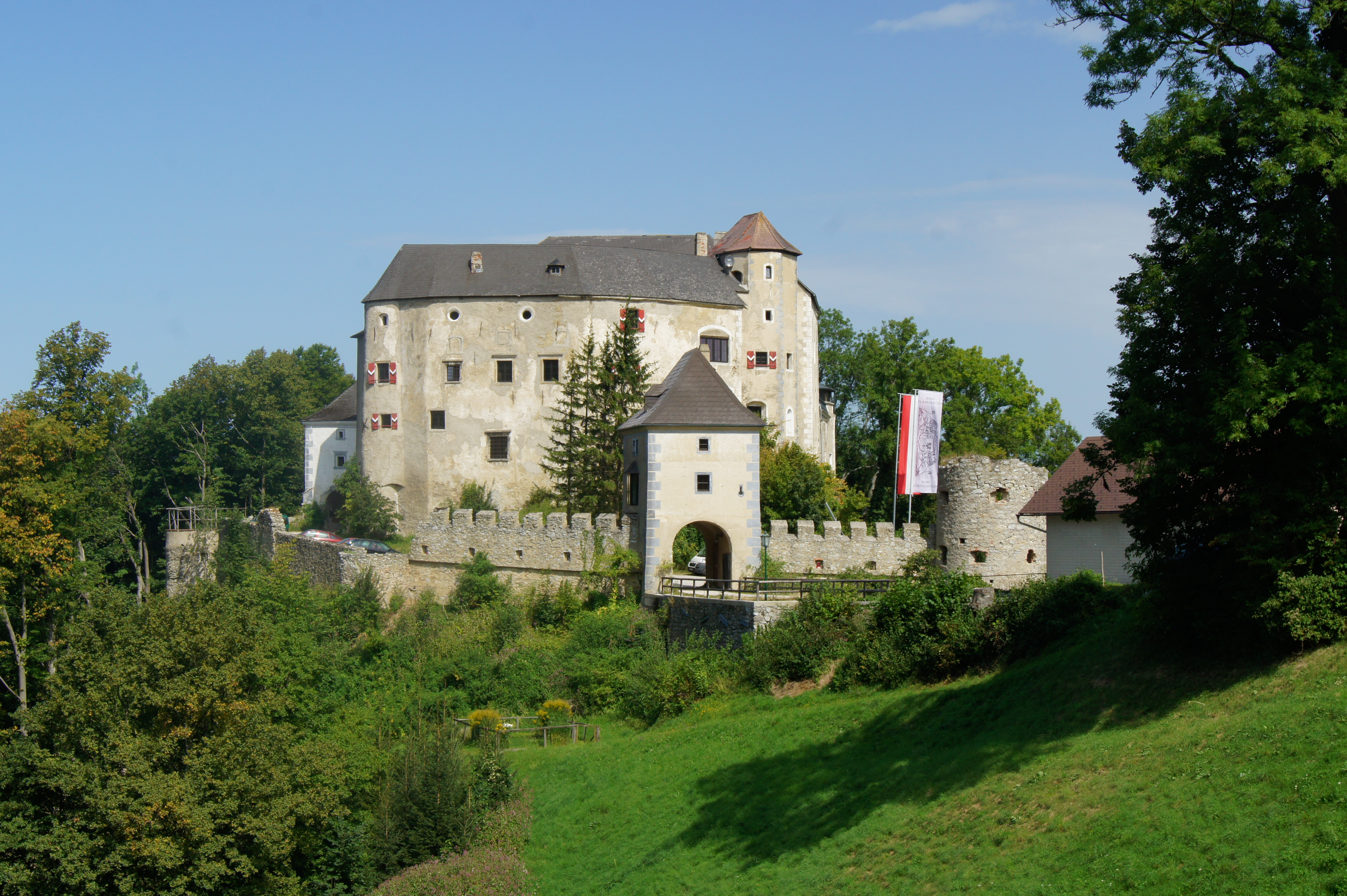
Burg Plankenstein, Ortschaft Plankenstein in der Gemeinde Texingtal im Bezirk Melk (Niederösterreich), früher im Besitz derer von Rauber

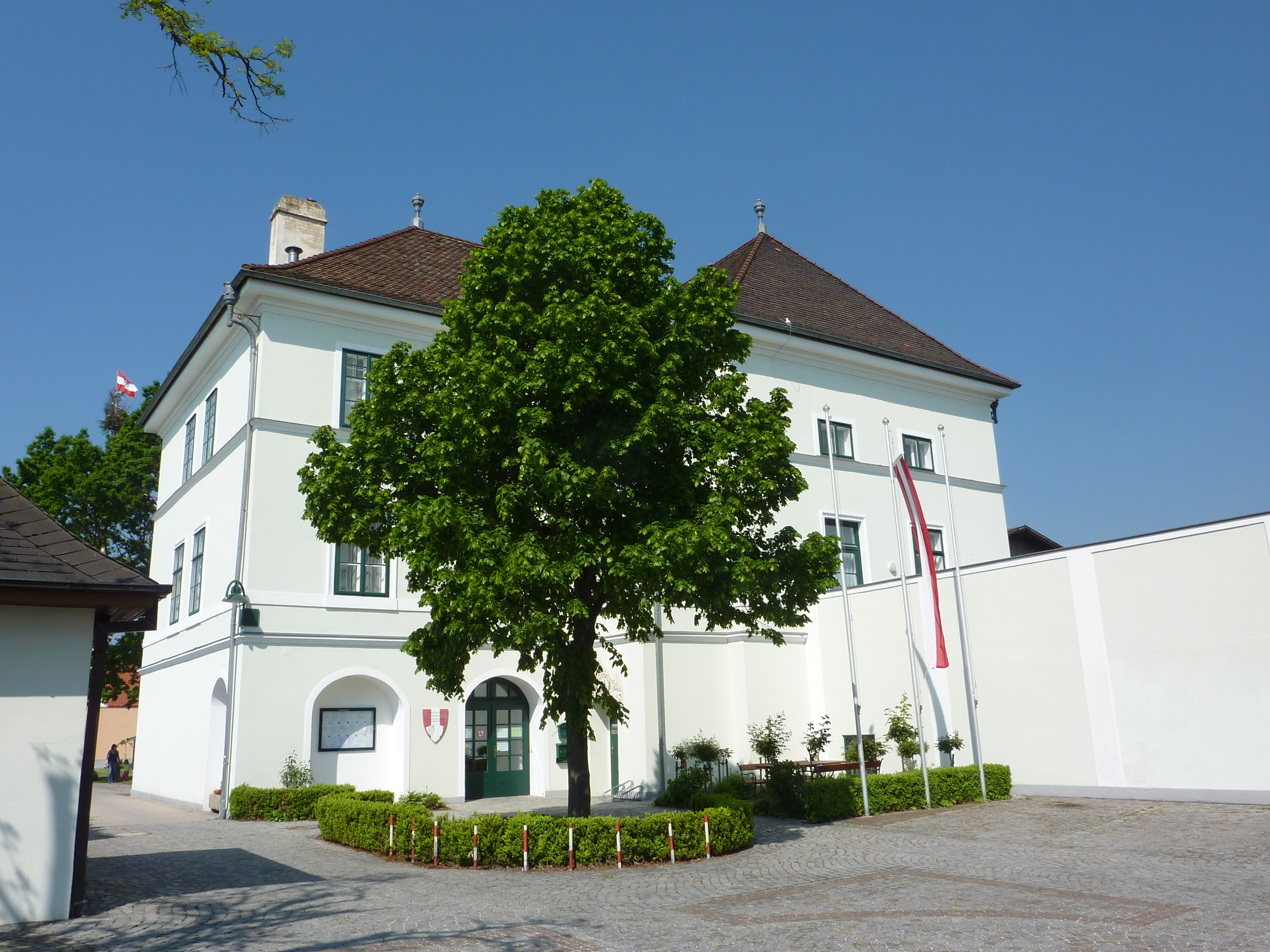
Schloss Karlstetten, früher im Besitz derer von Rauber, heute Gemeindeamt, Karlstetten, Niederösterreich

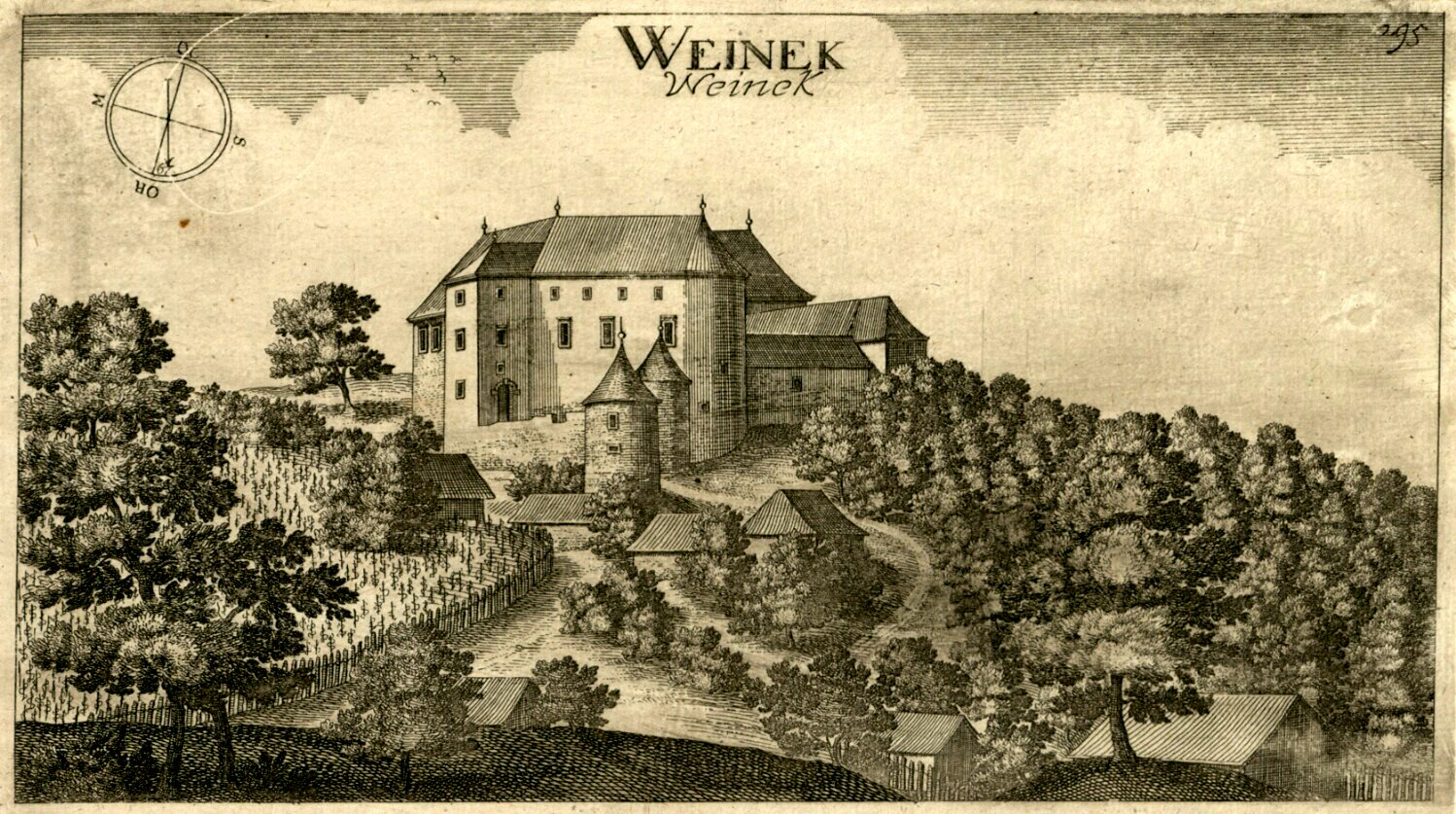
Burg Weineck (Grad Kravjek)

Die Rauber waren ein altes krainisches Adelsgeschlecht, das sich im 14. Jahrhundert auch in Niederösterreich ansässig machte. Leonhard von Rauber und sein Bruder Nicolaus wurden von Kaiser Maximilian I. 1516 mit dem Titel Freiherr von Plankenstein und Carlstetten in den Freiherrenstand erhoben, 1681 auch in den erbländisch-österreichischen Freiherrnstand.

## Geschichte
Das Geschlecht soll ursprünglich Engelschalk geheißen haben, es hatte angeblich das Recht, während der Huldigungs- und Belehnungsaktes des Kärntner Herzoges im Lande ungestraft rauben und plündern zu dürfen. Die Stammreihe beginnt um 1370 mit Matthäus Rauber. Im Jahr 1433 wurde Friedrich Rauber vom Grafen Hermann von Cilli mit Weineck und Plankenstein belehnt.
Leonhard von Rauber, geheimer Rat und Obersthofmarschall, und sein Bruder Nicolaus wurden von Kaiser Maximilian I. am 24. Dezember 1516 mit dem Titel Freiherr von Plankenstein und Carlstetten in den Freiherrenstand erhoben. Die siebenbürgische Linien bestand am längsten, die krainische, steirische und österreichische Linie sind vor 1850 erloschen.

## Persönlichkeiten
- Leonhard (um 1470; † 1521),[4] Herr zu Plankenstein, Carlstetten und Dobra, war Kaisers Maximilian I. geheimer Rat und Obersthofmarschall, 1516 zum Freiherr von Plankenstein und Carlstetten erhoben
- Andreas Eberhard Rauber (* 1507; † 1575), genannt der deutsche Hercules, Hofkriegsrat Kaiser Maximilian II.[5]
- Niklas (Nicolaus) Rauber, Hauptmann zu Triest und Mitterburg, Vater von:
- Christophorus Rauber (* um 1466; † 1536), Bischof von Laibach, Landeshauptmann von Krain, Statthalter von Niederösterreich
- Ludwig Freiherr von Rauber zu Weineck (slow. Kravjek, heute Gemeinde Ivančna Gorica) (* 1776; † 1831), Domherr in Olmütz, letzter der krainischen Linie der Freiherrn von Rauber[6]

## Besitz und Lehen
- Breitberg
- Krumau
- Karlstetten
- Petronell
- Plankenstein
- Thalberg
- Weineck

## Wappen

### Stammwappen
Blasonierung des Stammwappens: In Silber ein nach innen gekehrter, aus Ohren und Maul Feuer speiender wachsender schwarzer Stier mit einem durch die Nase gezogenen goldenen Ring; Kleinod: Schildesfigur, Decken schwarz silbern.

### Freiherrenwappen
Blasonierung des Freiherrenwappens von Cristoph Rauber: Von Silber und Rot gevierter Schild, 1 und 4 wie das Stammwappen; 2 und 3 in Rot ein in zwei Reihen schwarz silber geschachter Schräglinksbalken. – Auf dem Schild drei goldene Bügelhelme. – Helmkleinod: der mittlere Helm trägt einen wachsenden Engel im weißen Faltenkleid und abfliegender roter Leibbinde und bläulichen Flügeln, mit der rechten eine Posaune an den Mund haltend; der rechte Helm trägt den Stier wachsend; der linke einen geschlossenen Flug mit dem Balken gleich dem 2. und 3. Feld; - Helmdecken: schwarz silber und rot silber.

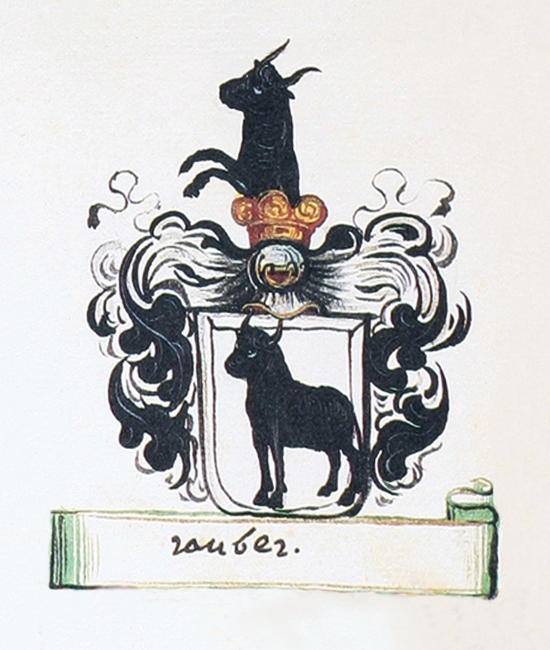
Stammwappen (Variante) der Rauber nach Johann Weichard von Valvasor, 1688
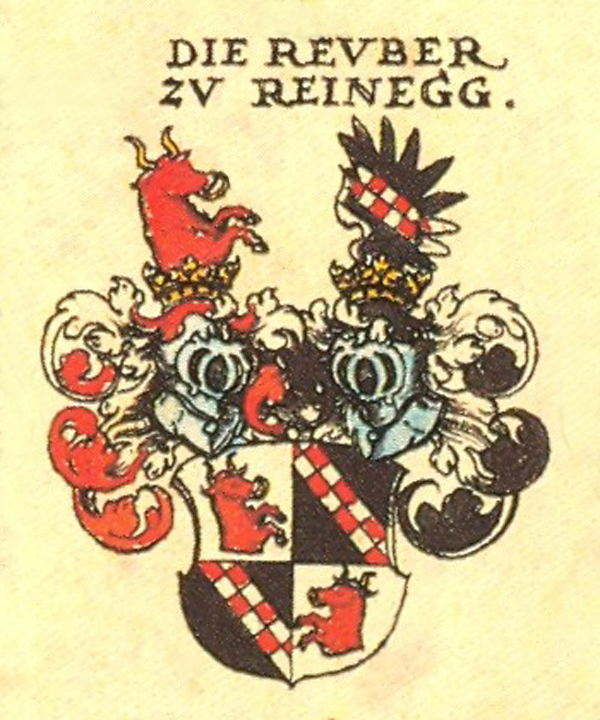
Wappen der Rauber zu Reinegg nach Siebmachers Wappenbuch 1605
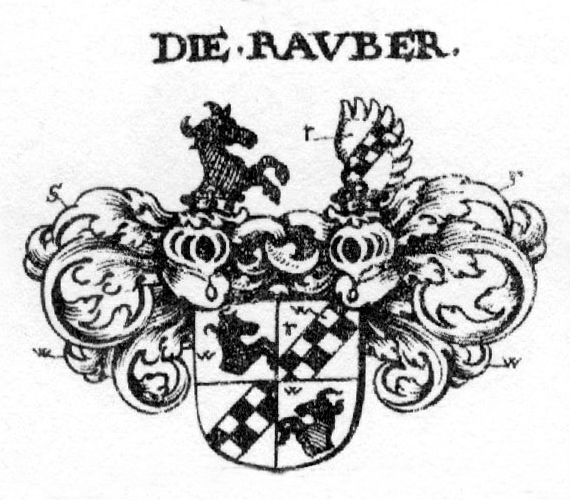
Freiherrenwappen der Rauber nach Wappenmehrung, aus Siebmachers Wappenbuch ca. 1701
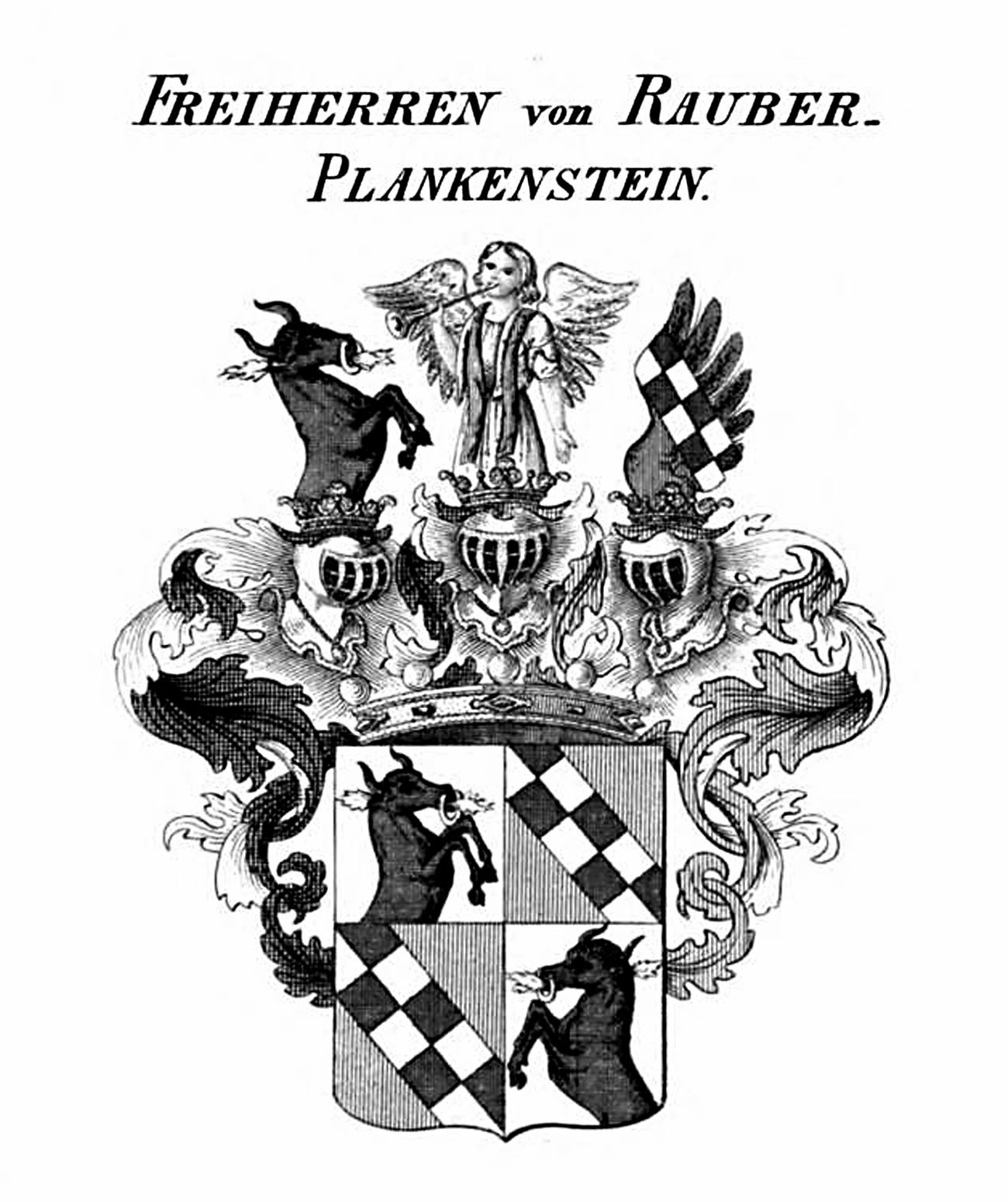
Gemehrtes Freiherrenwappen der Rauber von Plankenstein aus Tyroffs Wappenbuch, 1831–1868